# کارول متس
کارول متس (استونیایی: Karol Mets؛ زادهٔ ۱۶ مهٔ ۱۹۹۳) بازیکن فوتبال اهل استونی است.
از باشگاه‌هایی که در آن بازی کرده‌است می‌توان به باشگاه فوتبال فلورا تالین و باشگاه فوتبال وایکینگ اشاره کرد.
وی همچنین در تیم ملی فوتبال استونی بازی کرده‌است.